# Sigmoidit
Sigmoidit avser inflammation i sigmoideum. Den orsakas vanligtvis av divertikulos, det vill säga att divertiklar sticker ut från tarmen.